# نوربلو
نوربلو (به ایتالیایی: Norbello) یک کومونه در ایتالیا است که در استان اریستانو واقع شده‌است. نوربلو ۲۶٫۱ کیلومتر مربع مساحت و ۱٬۲۰۸ نفر جمعیت دارد.